# Колумбийско-перуанские отношения
Колумбийско-перуанские отношения — двусторонние дипломатические отношения между Колумбией и Перу. Протяжённость государственной границы между странами составляет 1494 км.

## История
Эти две страны дважды находились в состоянии вооружённого конфликта. С 1828 по 1829 год длилась первая Колумбийско-перуанская война, причиной которой стал давний пограничный спор. Вторая война длилась с 1 сентября 1932 по 24 мая 1933 года, перуанцы захватили колумбийский город Летисия. В ходе боёв колумбийцам удалось вернуть контроль над городом.
В настоящее время эти две страны помимо географического положения и глубокой исторической связи, объединяют также многие интересы в политической, дипломатической, экономической и культурной сфере. В середине февраля 2014 года состоялся государственный визит президента Перу Ольянты Умалы в Колумбию в ходе которого стороны договорились расширить двустороннее сотрудничество. 30 сентября 2014 года президент Колумбии с ответным визитом посетил перуанский город Икитос. Между странами налажено сотрудничество в области обороны и борьба с трансграничной преступностью (торговлей людьми, незаконным оборотом наркотиков, терроризмом, отмыванием денег, незаконной горнодобывающей деятельностью и вырубкой леса, контрабандой оружия и боеприпасов). Для осуществления этих целей страны координируют свои действия посредством диалога между высокопоставленными военными командирами, созданы комиссии по борьбе с наркотиками и охране общей границы.

## Экономика
В 2013 году товарооборот между странами составил сумму в 2 249 706 000 долларов США. Колумбийский экспорт в Перу составил в сумму в 1 411 724 000 долларов США, в то время как перуанский экспорт в Колумбию составил сумму в 837 911 000 долларов США.